# San Francisco Ixhuatán
San Francisco Ixhuatán is een plaats, en de gelijknamige omliggende gemeente, in de Mexicaanse staat Oaxaca. San Francisco Ixhuatán heeft 9050 inwoners (2005). De naam Ixhuatán betekent "stad van palmbladeren" in het Nahuatl.
San Francisco Ixhuatán ligt in het zuiden van Oaxaca, op een hoogte van 10 meter boven zeeniveau. Het maakt deel uit van het district Juchitán in het westen van de regio Istmo de Tehuantepec. 
In 1826 werd Ixhuatán opgericht als ejido in de gemeente San Francisco del Mar. In 1886 werd het de gemeentelijke zetel.

## Gemeente
In 1926 werd San Francisco Ixhuatán gescheiden van San Francisco del Mar om een nieuwe, afzonderlijke gemeente te vormen als resultaat van politieke en bestuurlijke conflicten. 
De gemeente beslaat in totaal 406,99 km2. Als gemeentelijke zetel heeft San Francisco Ixhuatán de jurisdictie over de volgende gemeenschappen: Cachimbo, Cerro Chico (Cerritos), Cerro Grande, Chahuites las Conchas, Colonia Primero de Mayo, El Milagro, El Naranjal, El Porvenir, La Curva (El Crucero), La Gloria, La Herradura, La Mora, Las Palmas, Lázaro Cárdenas, Paniagua, Río Viejo, Reforma Agraria Integral, Veinte de Noviembre (El Morro).